# Desmodora rotundicapitata
Desmodora rotundicapitata är en rundmaskart som beskrevs av Allgen 1959. Desmodora rotundicapitata ingår i släktet Desmodora och familjen Desmodoridae. Inga underarter finns listade i Catalogue of Life.